# Saul Leiter

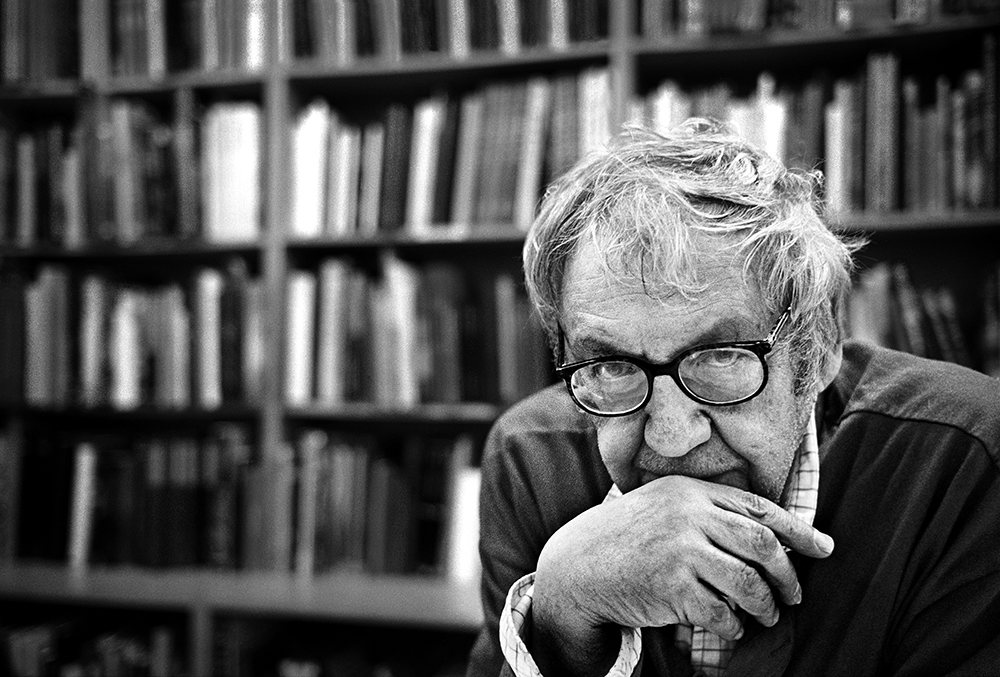
Saul Leiter

Saul Leiter (* 3. Dezember 1923 in Pittsburgh, Pennsylvania; † 26. November 2013 in New York City, New York) war ein US-amerikanischer Fotograf und Maler.  Sein Frühwerk in den 1940er und 1950er Jahren war ein wichtiger Beitrag zur New York School.

## Leben
Saul Leiters Vater war ein bekannter Talmud-Gelehrter, und auch Saul studierte zunächst mit dem Ziel, Rabbiner zu werden. Im Alter von 23 Jahren jedoch verließ er die Religionsschule und zog nach New York City, um Künstler zu werden. Schon früh hatte Leiter ein Interesse an Malerei entwickelt; er traf den Maler Richard Pousette-Dart, einen Vertreter des abstrakten Expressionismus. Pousette-Dart und W. Eugene Smith brachten ihn zur Fotografie; er experimentierte mit einer 35-mm-Leica Camera. Mit Kollegen wie Robert Frank und Diane Arbus gestaltete er die Fotografie der 1940er und 1950er mit, die die Kunsthistorikerin Jane Livingston später als die New York School of Photographers bezeichnete – die in keinem direkten Zusammenhang mit der Künstlergruppe New York School stand.
Nach der Trennung von seiner Ehefrau Barbara Hatch 1959 ging Leiter eine Beziehung mit dem Model und der Malerin Soames Bantry ein, die bis zu Soames Tod im 2002 seine Muse und Lebensgefährtin war. Anfang der 1960er Jahre zog sie in Leiters Wohnblock an der East Tenth Street ein, wo sie getrennte Ateliers hatten. Wirtschaftlich ging es beiden zeitweise sehr schlecht, und sie konnten ihre Miete nicht zahlen. Leiter wurde in seiner New Yorker Wohnung erst Ende der 1980er Jahre vom britischen Kunsthistoriker Martin Harrison wieder aufgespürt und erlebte noch seine Neuentdeckung. Auch Harrison schaffte es erst 2005, einen kleinen Band mit Fotografien Leiters herauszubringen, der dann aber sechs Auflagen erzielte. Ein Dokumentarfilm über Leiter von Tomas Leach wurde im November 2013 kurz vor dem Ableben Leiters in New York gezeigt.

## Werk
Leiters frühe Schwarzweiß-Fotografien zeigen eine außergewöhnliche Affinität zu diesem Medium. Seit 1946 hat er in Farbe fotografiert. Eine Einladung Edward Steichens zur Ausstellung The Family of Man (1951) ließ Saul Leiter unbeachtet. Steichen nahm dann im Jahr 1953 Leiters Schwarzweiß-Fotos in die Ausstellung Always the Young Stranger im Museum of Modern Art auf. In den späten 1950ern veröffentlichte Art Director Henry Wolf Leiters farbige Modefotografien in Esquire und später in Harper’s Bazaar. Leiter arbeitete die nächsten zwanzig Jahre als Modefotograf und veröffentlichte in Show, Elle, der britischen Vogue, Queen und Nova.
Leiters Beitrag zur Fotografie ist bedeutend. Seine abstrahierten Formen und innovativen Kompositionen sind von einer malerhaften Qualität, die aus der Arbeit der anderen Vertreter der New York School herausragt. Seine Ambitionen als Maler zeigen sich in seinen bemalten Aktfotos, auf die er Lagen von Gouache und Wasserfarbe auftrug. Martin Harrison schrieb: „Saul Leiters Vision beruht auf einer schnellen Wahrnehmung von spontanen Ereignissen. Konfrontiert mit einem dichten Datennetz, flüchtigen Momenten in Zeit und Raum wendet er eine Vielzahl von Strategien an – schräge Ausschnitte, komplexe, sich überschneidende Ebenen und mehrdeutige Spiegelungen – um eine urbane Bildsprache zu entwickeln, die abwechselnd voller Zuneigung, modern und eindringlich ist.“
Eine Retrospektive zu Leiters Werk fand 2012 in Hamburg in den Deichtorhallen statt.

## Ausstellungen

### Einzelausstellungen
- 2024: Saul Leiter, An unfinished World, Tabakalera, San Sebastián
- 2019: Saul Leiter. Retrospektive, Kulturstiftung der Versicherungskammer Bayern, München, 5. Juni – 15. September 2019
- 2015: Saul Leiter, Galerie f5,6, München
- 2014/2015: Saul Leiter. Retrospektive, Fotografieforum Frankfurt am Main.
- 2013: Saul Leiter, KunstHausWien
- 2012: Saul Leiter, Retrospektive, Deichtorhallen Hamburg
- 2011: Saul Leiter, Early Color, Musée de l’Elysée, Lausanne
- 2009: Saul Leiter, Galerie f5,6, München
- 2008: Saul Leiter, Foundation Henri Cartier-Bresson, Paris
  - Saul Leiter, Galleria Carla Sozzani, Milan
  - Saul Leiter, Jackson Fine Art, Atlanta
  - Saul Leiter, Howard Greenberg Gallery, New York
  - Saul Leiter, Faggionato Fine Arts, London
  - Saul Leiter, Galerie Camera Obscura, Paris
- 2007: Saul Leiter, Early Color, University of Maine Museum of Art, Bangor
- 2006: In Living Color, Photographs by Saul Leiter, Milwaukee Art Museum
  - Saul Leiter, Color, Fifty One Fine Art Photography, Antwerpen
  - The Fashion Photographs of Saul Leiter, Festival of Fashion Photography, Hyères, France
- 2005: Saul Leiter, Early Color. Howard Greenberg Gallery, New York
- 2004: Saul Leiter, In Color. Staton Greenberg Gallery, Santa Barbara
- 1997: Saul Leiter, In Color. Howard Greenberg Gallery, New York
  - Saul Leiter, In Color. Martha Schneider Gallery, Chicago
- 1994: Howard Greenberg Gallery, New York
- 1993: Howard Greenberg Gallery, New York
- 1985: Gallery Lafayette, New York
- 1984: Gallery Lafayette, New York
- 1972: Midtown Y, New York
- 1954: Emerging Talent. Kuratiert von Clement Greenberg. Samuel Koontz Gallery, New York
- 1950s: Tanager Gallery, New York
- 1947: Butler Institute of American Art, Youngstown, OH
- 1945: The Outlines Gallery, Pittsburgh
- 1944: Ten Thirty Gallery, Cleveland

### Gruppenausstellungen
- 2018/19: Saul Leiter. David Lynch. Helmut Newton: Nudes. Museum für Fotografie, Berlin
- 2007: Pieces of a City. Tibor de Nagy Gallery, New York
  - Mapping the City. Stedelijk Museum, Amsterdam
  - When Color Was New. Art Institute of Chicago
- 2006: Color Photography. Amon Carter Museum, Texas
  - The Streets of New York, National Gallery of Art, Washington, D.C.
- 2002: New York: Capital of Photography. The Jewish Museum, New York
  - New York Scene: Ted Croner, Sid Grossman, Saul Leiter and Leon Levinstein. Howard Greenberg Gallery, New York
  - Visions from America: Photographs from the Whitney Museum of American Art 1940-2001., The Whitney Museum of American Art
- 1998: Look at Me, Fashion and Photography in Britain 1960 to the Present. British Council European Touring Exhibition.
- 1996: Delirium. Ricco/Maresca Gallery, New York
- 1995: By Night. Cartier Foundation, Paris
- 1994: The New York School. Dean Jensen Gallery, Milwaukee
- 1991: Appearances: Fashion Photography Since 1945. Victoria and Albert Museum, London
- 1980: Fashion Photographers. Hastings/Rinhart Galleries, New York
- 1958: Photographs from the Museum Collection. Museum of Modern Art, New York
- 1953: Contemporary Photography. Tokyo Museum, Tokyo
  - Always the Young Stranger. Museum of Modern Art, New York
- 1947: Abstract and Surrealist Art. Art Institute of Chicago, Chicago